# 劉牢之
劉牢之（りゅう ろうし、? - 402年）は、中国東晋の武将。字は道堅。本貫は彭城郡彭城県（現在の江蘇省徐州市）。前漢の楚元王の劉交の末裔で、祖父の劉羲は西晋の武帝に仕えて、雁門郡太守となり、父の劉建は征虜将軍となった。子に劉敬宣、孫は劉祖がいる。娘は高雅之の妻。また甥（姉妹の子）には何無忌がいる。
名門出身で武勇に優れた猛将であったが、三度の背反（三反）を繰り返して信望を失い、最期は自滅した。

## 生涯
太元2年（377年）、謝玄の招聘に応じて参軍となった。太元8年（383年）の淝水の戦いでは鷹揚将軍・広陵の相として謝玄に従い北府軍5000人を率いて前秦軍と戦った。劉牢之の軍勢は精鋭であり、洛澗に駐屯していた梁成率いる前秦軍を破り、梁成を殺した。この功績により戦後に龍驤将軍・彭城内史に任命された。またこの敗戦で前秦の支配が揺らいだため、太元9年（384年）に謝玄の命令で河南に攻め込み、同地の平定に功績を挙げた。
太元13年（388年）に謝玄が死去したため、兗州刺史で北府軍を率いた王恭の配下となり、隆安元年（397年）に司馬となった。東晋は謝玄の死後、皇族の司馬道子が政権を掌握して酒色に耽って政治が乱れたため、王恭はこれに不満を持っていたのだが、司馬道子の側近王国宝が軍権を奪おうと画策したために王恭の不満は爆発し、荊州の西府軍を率いていた殷仲堪と結託して隆安2年（398年）に君側の奸を誅罰すると称して挙兵した。司馬道子は王恭の要求を容れて王国宝を殺害したが、王恭は続いて司馬道子の排除も画策して再度挙兵した。しかし司馬道子の息子司馬元顕の調略で劉牢之は都督七州及晋陵諸軍事・北府軍総帥の地位を約束されたため、また王恭に不満があったためにこの調略に応じ、王恭の命令で先鋒軍を率いて北府を出陣した後、本隊を率いて出陣してきた王恭軍を突然襲撃して壊滅させ、王恭を京師で斬殺した。
隆安3年（399年）、東晋にて孫恩の乱が起きるとこの鎮圧に貢献した。しかしこの際の劉牢之の北府軍の所業は孫恩の反乱軍を追い払ったものの、その略奪と虐殺は反乱軍に勝る残虐さだったといわれる。
元興元年（402年）、殷仲堪に代わり西府軍を率いていた桓玄に対して司馬元顕は宣戦を布告し、劉牢之を前鋒都督・征西将軍に任じて討たせようとした。しかし劉牢之は出兵命令に応じず、逆に桓玄と通じて司馬道子・元顕を討とうとした。これに対して劉牢之が部下に成否を諮った際、腹心の劉裕が桓玄と組むことに強硬に反対し、甥の何無忌も強く諫めたが、劉牢之は聞き入れずに息子の劉敬宣を桓玄のもとに遣わせて桓玄と手を組んだ。このため司馬道子・元顕父子は桓玄の西府軍により殺され、桓玄が東晋の実権を握り、劉牢之は征東将軍・会稽郡太守に任命された。
劉牢之は桓玄と同盟したことに後悔し、腹心の劉裕らと江北に戻って挙兵しようと画策したが、劉裕は拒絶し、さらに他の部下たちも「王恭を裏切り、元顕に背き、そしてまた桓玄に反する。三度裏切るような人物が自立などできようか」と述べて劉牢之を見捨てた。劉牢之はやむなく一族や少数の部下を伴って北に逃亡したが、やがて命運が尽きたことを悟って新洲で首吊り自殺した。死後、劉牢之の棺は桓玄により暴かれて斬られたといわれる。
桓玄は劉牢之の死後、皇帝となり楚（桓楚）を建国。劉牢之の部下だった劉裕が北府軍を率いて桓玄を倒し、やがて禅譲を受けることになる。
劉牢之は謝玄が認めるほどの勇猛を誇り、常勝の異名をとった。彼の率いる軍の強さは誰もが恐れ、孫恩軍は北府軍が来たというだけで逃亡する有様だったとまでいわれる。劉牢之の強さには桓玄も恐れていたが、肝心の劉牢之は単純で政略というものがまるで皆無だったため、先を読まずに桓玄と手を組んで挙句の果てに自滅した。桓玄は劉牢之が息子を使者に派遣してきた時、恐れていた相手が自発的に近づいてきてくれたことに内心大喜びし、劉牢之を警戒させないように息子を大いに歓待したり名書や名画を与えて籠絡したという。